# Lunohod 1
Lunohod 1 (rus. Лунохо́д-1 (Аппарат 8ЕЛ № 203) ) bio je prvi od dva robotska lunarna vozila koja je na Mjesec poslao Sovjetski savez u sklopu svog programa Lunohod. Svemirska letjelica Luna 17 odnijela je Lunohod 1 na Mjesec 1970. godine. Lunohod 1 bio je prvi daljinski upravljani "rover" koji se slobodno kretao po površini astronomskog objekta izvan Zemlje. Iako je dizajniran samo za život u trajanju od tri lunarna dana (otprilike tri Zemaljska mjeseca), Lunohod 1 djelovao je na Mjesečevoj površini jedanaest lunarnih dana (321 zemaljski dan) i prešao je ukupnu udaljenost od 10,54 km.